# Kewa
Kewa je jediný rod čeledi Kewaceae vyšších dvouděložných rostlin z řádu hvozdíkotvaré (Caryophyllales). Jsou to dužnaté byliny s jednoduchými sukulentními listy a bílými nebo růžovými pravidelnými květy. Rod zahrnuje 8 druhů a je rozšířen v subsaharské Africe a na ostrově Svatá Helena. Rod byl v roce 2014 oddělen od rodu Hypertelis z čeledi Molluginaceae a přeřazen do nové čeledi Kewaceae.

## Popis
Zástupci rodu Kewa jsou jednoleté nebo vytrvalé, někdy i poněkud dřevnaté byliny. Listy jsou sukulentní, na průřezu okrouhlé, střídavé nebo ve zdánlivých přeslenech, často nahloučené na koncích stonků a větévek. Palisty jsou srostlé s bází listu a tvoří víceméně botku okolo stonku. Květy jsou pravidelné, oboupohlavné, uspořádané v dlouze stopkatých, vrcholových nebo úžlabních okolících. Okvětí je tvořeno 5 volnými listeny, z nichž část je zelená a 2 nebo 3 jsou bílé či růžové a nahrazují chybějící korunu. Tyčinek je obvykle 5 až 15 a mají krátce srostlé nitky. Semeník je svrchní, srostlý ze 3 až 5 plodolistů, na vrcholu nesoucí odpovídající počet blizen v podobě dužnatých žeber. Plodem je tenkostěnná pouzdrosečná tobolka.

## Rozšíření
Rod Kewa zahrnuje 7 nebo 8 druhů. Je rozšířen v subsaharské Africe, druh K. acida je endemit ostrova Svatá Helena. Nejvíce druhů roste v jižní Africe. Do rovníkové Afriky zasahuje pouze druh K. bowkeriana, který má největší areál.

## Taxonomie
Kewaceae jsou novou čeledí, která byla popsána v roce 2014. Všechny druhy rodu Kewa byly v minulosti součástí rodu Hypertelis, který je řazen do čeledi Molluginaceae. Výsledky molekulárních studií ukázaly, že tato čeleď i samotný rod Hypertelis jsou parafyletické. Ve studii z roku 2014 jsou všechny druhy s výjimkou typového druhu Hypertelis spergulacea přeřazeny do nového rodu Kewa a nové čeledi Kewaceae. Tato nová čeleď se posléze objevuje v aktualizaci systému APG IV, vydané v roce 2016.
Podle kladogramů je čeleď Kewaceae součástí monofyletické skupiny zahrnující dále čeledi Lophiocarpaceae, Aizoaceae, Phytolaccaceae, Sarcobataceae, Petiveriaceae (Rivinaceae) a Nyctaginaceae.